# Т-26Т
Т-26Т — советский предвоенный артиллерийский тягач.

## История
Согласно принятой «Программе танко-тракторного вооружения РККА» предполагалось создание тягачей на базе танков. Проект такой машины, получившей наименование «Борец», был выполнен на базе танка Т-19 ещё в 1930 году, но в серийное производство не пошёл, поскольку предпочтение было отдано аналогичной машине на шасси танка Т-26. Весной 1932 года в КБ Ворошиловского завода были разработаны два проекта артиллерийских тягачей — один с брезентовым верхом, другой с бронированным. Оба проекта были запущены в серию в 1933 году.

## Конструкция

### Двигатель
Двигатель от Т-26.

### Ходовая часть
Ходовая часть от Т-26 обр. 1933 года.

## Модификации
Т-26Т2 — вариант с бронированным верхом.

## Боевое применение
Все изготовленные тягачи были отправлены в танковые части. На 22 июня 1941 года большинство машин значилось в 22-м мехкорпусе. Практически все машины были потеряны в первые недели войны, однако единичные тягачи прослужили до 1945 года. К примеру, в 1942 году один экземпляр числился в 150-й танковой бригаде.